# Nadia Hasnaoui
Nadia Hasnaoui, född 10 juni 1963, är en norsk TV-programledare och journalist.
Hasnaoui föddes och växte upp i Marocko. Hennes mamma är norska och hennes pappa är marockan. När hon var fyra år gammal, skilde sig hennes föräldrar, varpå hon flyttade till Norge med sin mamma. Där gick hon på ett katolskt franskt dagis, och i fransk skola till fjärde klass. Hon blev norsk medborgare när hon fyllde arton. Sedan 1991 är hon gift med skådespelaren Kim Haugen.
Under 1980-talet var hon dansare, bland annat vid Den Nationale Scene. Hon var anställd vid norska TV 2 från 1993 till 2004, där hon var programledare för bland annat TV-morgonprogrammet God morgen Norge på norska  TV 2 och Jakten på det gode liv. 1992 var hon norsk programledare i det samnordiska TV-programmet Myggan. Hon var under 2003 värd för sin egen talkshow, Hasnaoui. Hasnaoui har sagt att titeln är rolig eftersom det var som om ett norskt barn i Marocko skulle ha haft en show där som kallats "Olsen". Sedan 2004 har hon varit anställd av NRK, där hon var programledare för bland annat Kvitt eller dobbelt. Hon har även återkommande gjort intervjuer med det norska kungaparet.

## Eurovision
År 2004 var Hasnaoui tillsammans med Stian Barsnes-Simonsen programledare för Junior Eurovision Song Contest 2004 som sändes från Lillehammer i Norge. Hon har också varit programledare för den norska uttagningen till Junior Eurovision Song Contest. Hasnaoui var dessutom en av programledarna för Eurovision Song Contest 2010, som gick av stapeln i Oslo i maj 2010. Hon ledde programmet tillsammans med Haddy N'jie och Erik Solbakken.